# Cyclea peltata
Cyclea peltata là một loài thực vật có hoa trong họ Biển bức cát. Loài này được (Lam.) Hook.f. & Thomson mô tả khoa học đầu tiên năm 1855.

## Hình ảnh

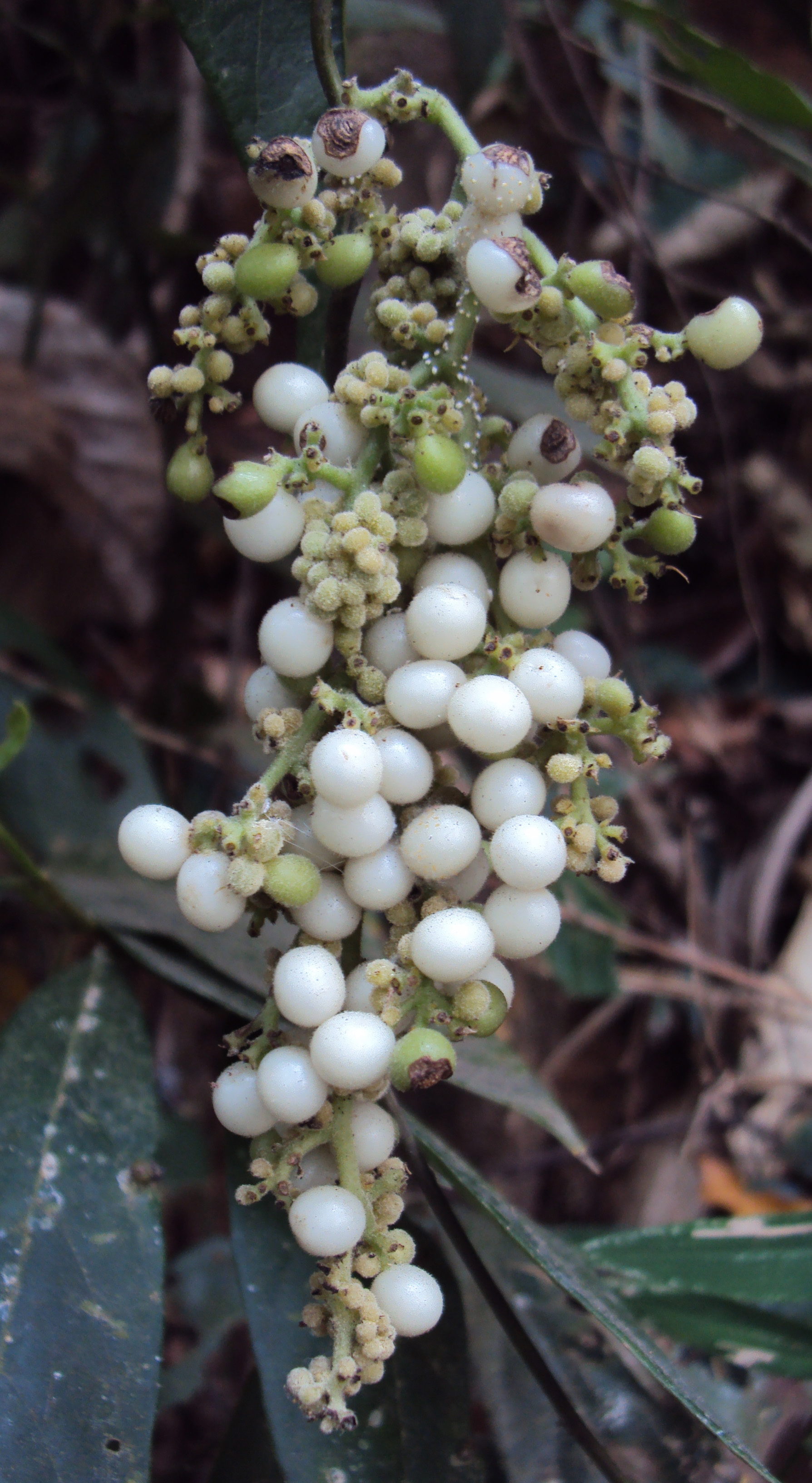
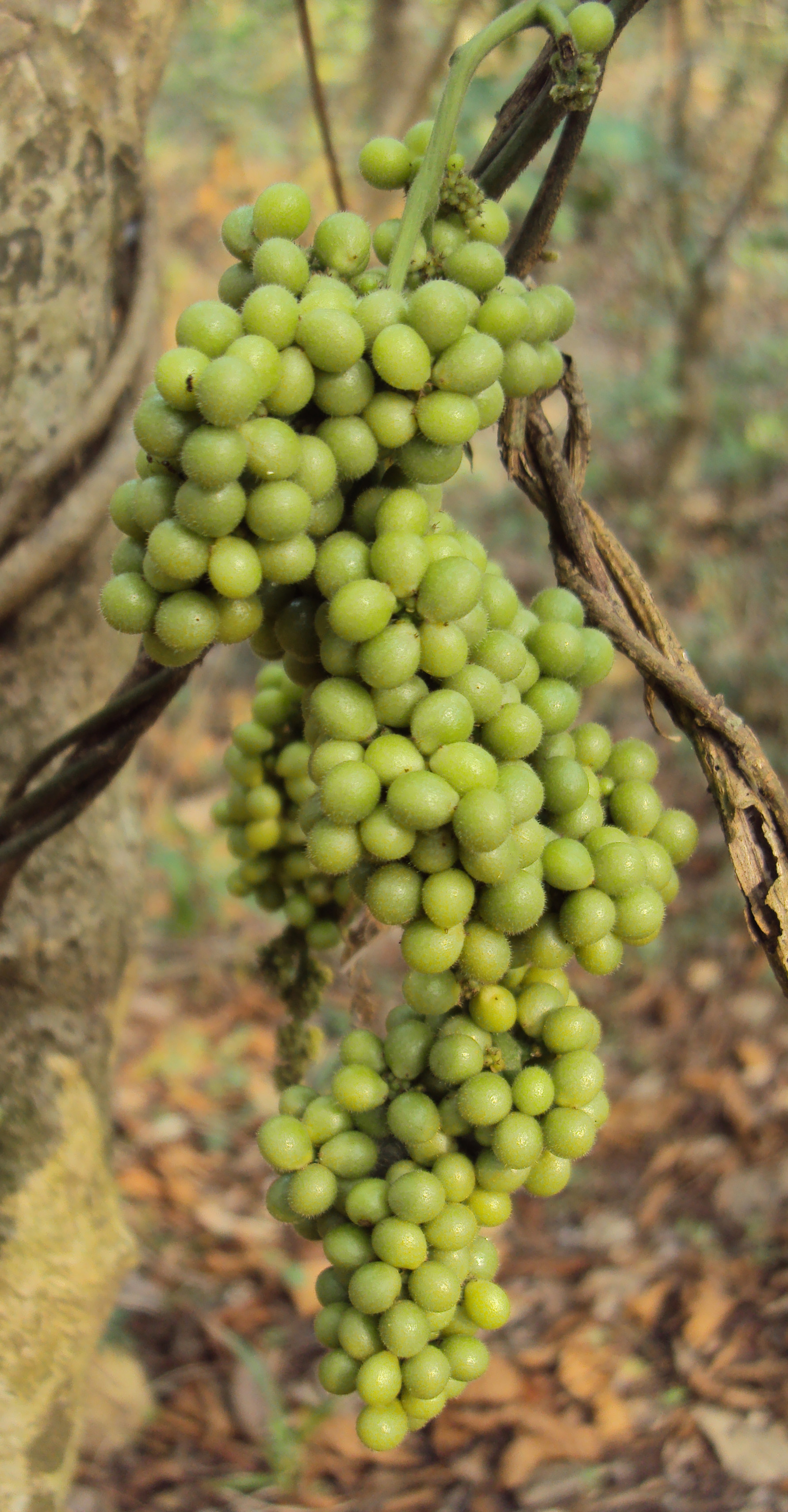
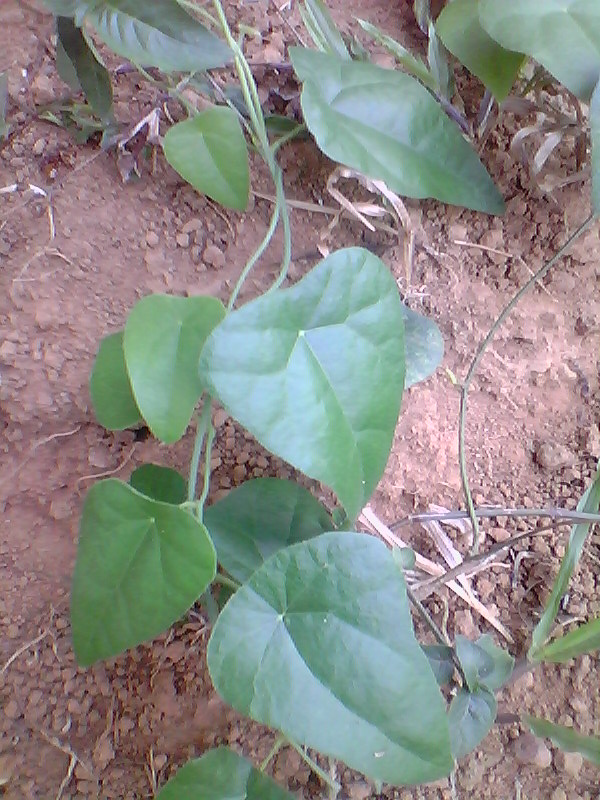
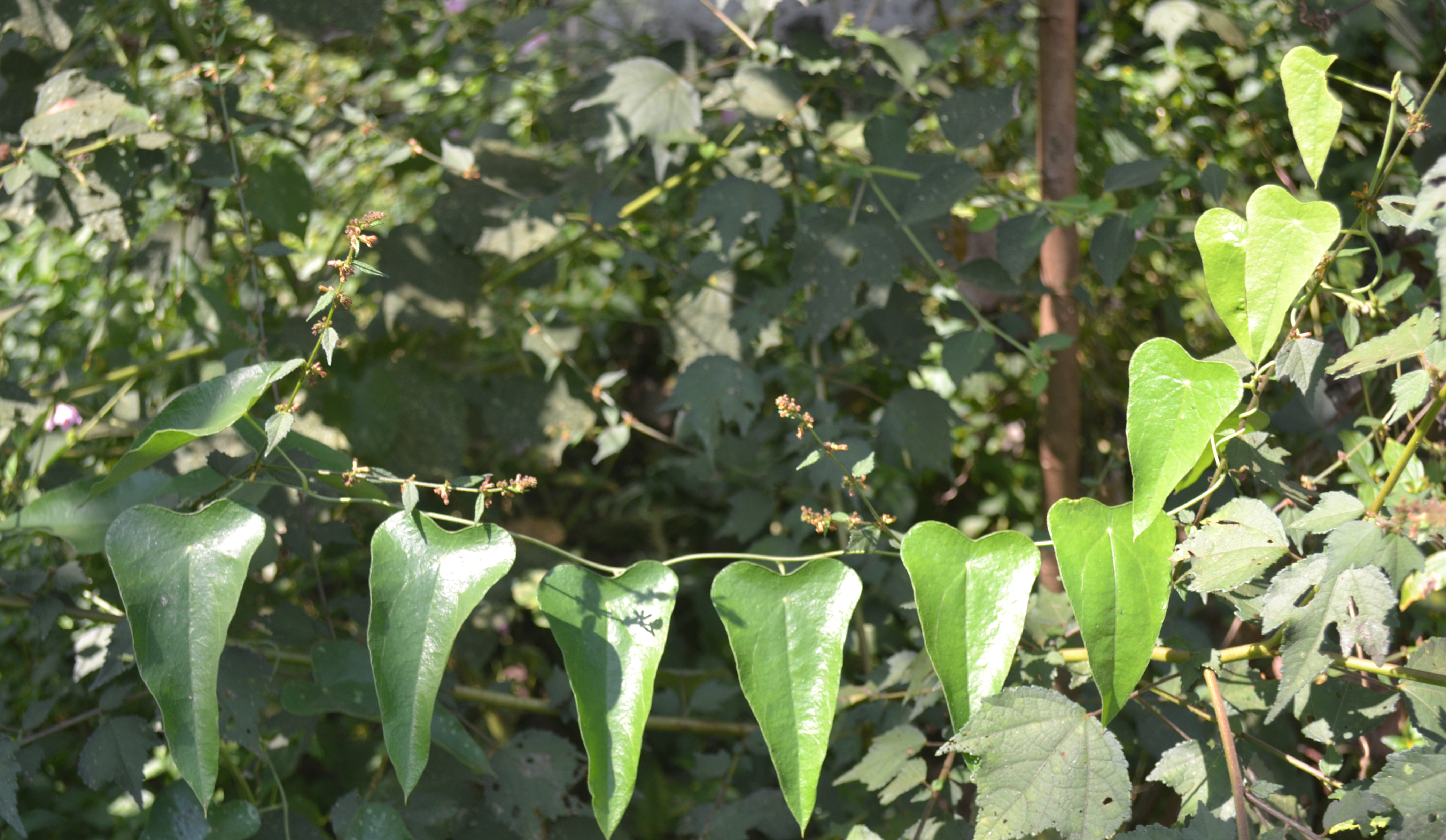